# Ван Їн Чі
Ван Їн Чі (кит.: 王映錡; нар. 10 березня 1983) — тайваньська борчиня вільного стилю, бронзова призерка чемпіонату Азії.

## Життєпис
Боротьбою почала займатися з 1995 року. У 2000 році стала чемпіонкою Азії серед юніорів.
Виступала за борцівський клуб Національного коледжу Тайваню. Тренер — Ші Вей Чен (з 2003).

## Спортивні результати на міжнародних змаганнях

### Виступи на Чемпіонатах світу
| Змагання                        | Збірна            | Вагова категорія          | Місце |
| ------------------------------- | ----------------- | ------------------------- | ----- |
| Чемпіонат світу з боротьби 2003 | Китайський Тайбей | жіноча боротьба, до 48 кг | 16    |

### Виступи на Чемпіонатах Азії
| Змагання                       | Збірна            | Вагова категорія          | Місце  |
| ------------------------------ | ----------------- | ------------------------- | ------ |
| Чемпіонат Азії з боротьби 2004 | Китайський Тайбей | жіноча боротьба, до 51 кг | 7      |
| Чемпіонат Азії з боротьби 2006 | Китайський Тайбей | жіноча боротьба, до 51 кг | Бронза |

### Виступи на Чемпіонатах світу серед студентів
| Змагання                                        | Збірна            | Вагова категорія          | Місце |
| ----------------------------------------------- | ----------------- | ------------------------- | ----- |
| Чемпіонат світу з боротьби серед студентів 2004 | Китайський Тайбей | жіноча боротьба, до 51 кг | 5     |
| Чемпіонат світу з боротьби серед студентів 2006 | Китайський Тайбей | жіноча боротьба, до 51 кг | 5     |

### Виступи на змаганнях молодших вікових груп
| Змагання                                     | Збірна            | Вагова категорія          | Місце  |
| -------------------------------------------- | ----------------- | ------------------------- | ------ |
| Чемпіонат Азії з боротьби серед юніорів 2000 | Китайський Тайбей | жіноча боротьба, до 46 кг | Золото |